# Spoorlijn Escaudœuvres - Gussignies
De spoorlijn Escaudœuvres - Gussignies was een Franse spoorlijn die Escaudœuvres via Le Quesnoy en Bavay met België verbond. De lijn was 54,7 km lang en had als lijnnummer 251 000.

## Geschiedenis
De spoorlijn is aangelegd tussen 1876 en 1881, is altijd enkelsporig geweest en nooit geëlektrificeerd. Thans is de lijn opgebroken, met uitzondering van het gedeelte tussen Bavay en Bettrechies-Bellignies dat tot 1995 in gebruik was voor de steengroeve van Bellignies en nu ongebruikt is.

## Aansluitingen
In de volgende plaatsen is of was er een aansluiting op de volgende spoorlijnen:
Escaudœuvres
RFN 250 000, spoorlijn tussen Busigny en Somain
Solesmes
RFN 252 000, spoorlijn tussen Prouvy-Thiant en Le Cateau
Le Quesnoy
RFN 267 000, spoorlijn tussen Fives en Hirson
Bavay
RFN 253 000, spoorlijn tussen Valenciennes-Faubourg-de-Paris en Hautmont
Bettrechies-Bellignies
lijn tussen Bettrechies en Hon-Hergies
Gussignies
Spoorlijn 98A tussen Dour en Roisin-Autreppe